# Rosttäubchen

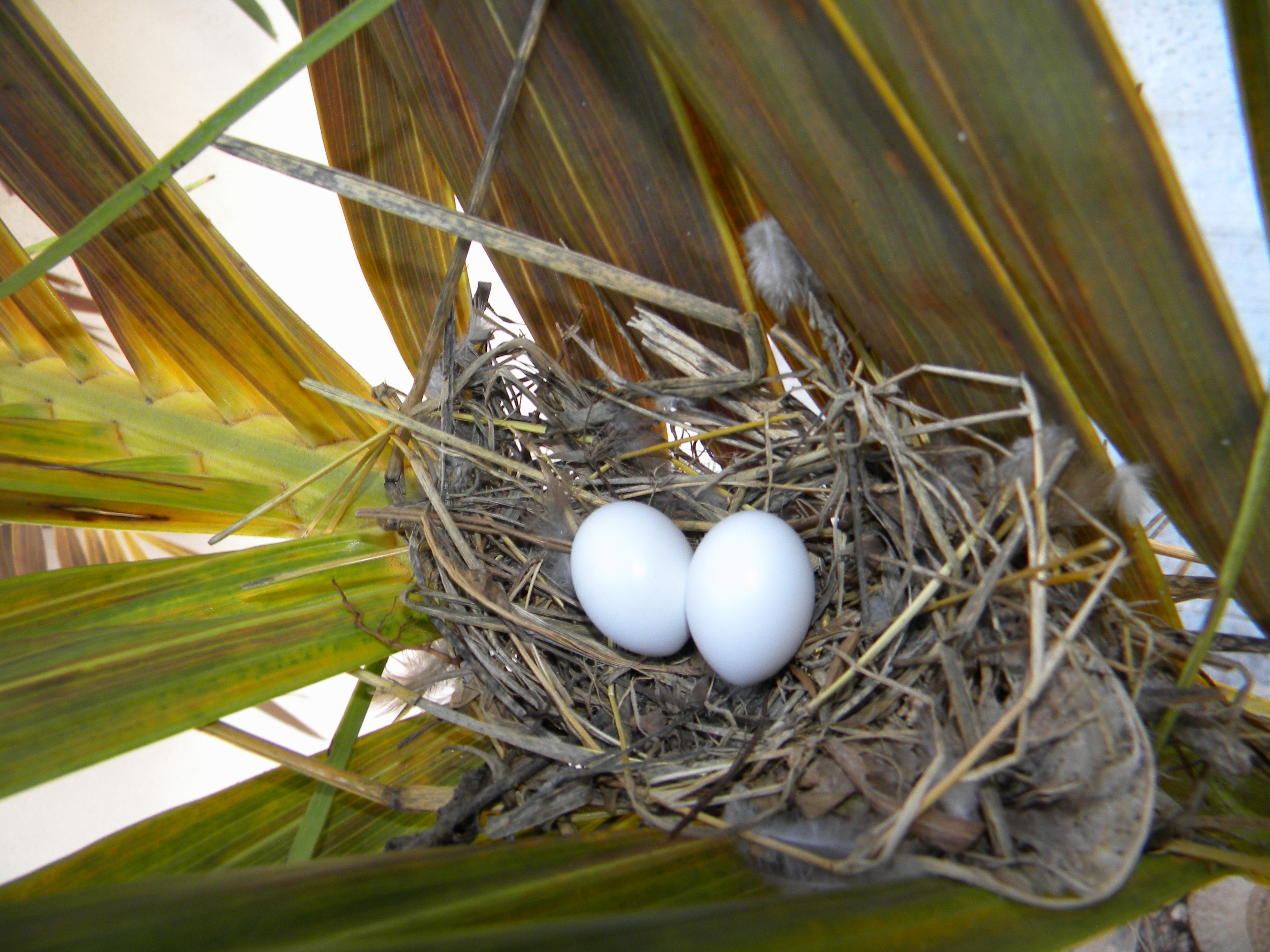
Eier

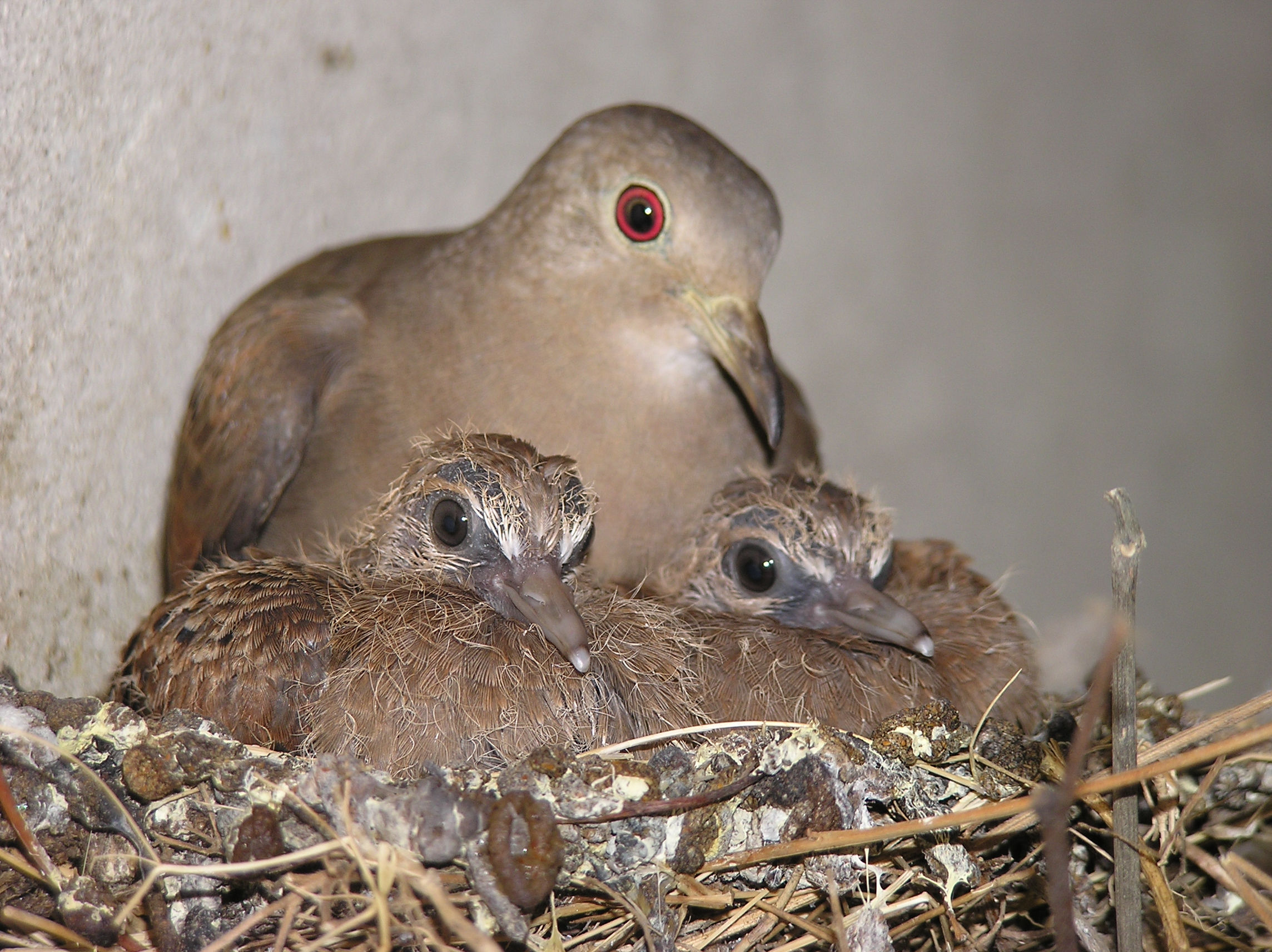
Nest mit Weibchen und Jungtieren

Das Rosttäubchen (Columbina talpacoti), auch Zimttäubchen oder Talpacoti-Taube genannt, ist eine Art der Taubenvögel, die zur Unterfamilie der Amerikanischen Kleintauben gerechnet wird. Die Art kommt vom äußersten Süden Nordamerikas bis nach Südamerika vor und gilt als in ihrem Bestand nicht gefährdet.

## Erscheinungsbild
Das Rosttäubchen erreicht eine Körperlänge von etwa 16,5 Zentimetern. Es handelt sich um eine kompakt gebaute Taubenart mit einem verhältnismäßig kurzen Schwanz. Der Geschlechtsdimorphismus ist nur geringfügig ausgeprägt. Die Weibchen sind etwas matter gefärbt als die Männchen. Ihnen fehlen außerdem das graue Gefieder am Kopf. 
Beim Männchen ist der Oberkopf grau. Das Gefieder ist ansonsten kräftig weinrötlich braun. Die Körperunterseite ist etwas heller als die Körperoberseite. Auf den Flügeldecken finden sich einzelne schwarze Flecken und Streifen. Die Handschwingen sind schwarzbraun. Der Schnabel ist an der Basis gräulich hornfarben, die Spitze dagegen dunkel. Die Iris ist rot. Die Füße sind rötlich. 

## Verbreitungsgebiet und Lebensweise
Das Verbreitungsgebiet des Rosttäubchens reicht vom Süden Mexikos über Mittelamerika bis nach Südamerika. In den Vereinigten Staaten kommt die Art gelegentlich im Süden von Kalifornien bis zum Süden von Texas vor. In Südamerika reicht das Verbreitungsgebiet bis in den Norden von Argentinien, Paraguay und Uruguay. Rosttäubchen kommen außerdem auf der Isla Margarita, Trinidad, Tobago und Puerto Rico. In Kolumbien kommt die Art bis in Höhenlagen von 2.400 Meter über NN. vor. 
Rosttäubchen sind Standvögel. Wanderungsbewegungen können allerdings durch nicht ausreichende Nahrungsressourcen ausgelöst werden. Sie suchen ihre Nahrung auf dem Boden. Das Nahrungsspektrum umfasst Sämereien, kleine Insekten und Schnecken. In Teilen des Verbreitungsgebietes brütet das Rosttäubchen ganzjährig. In Peru und Bolivien erstreckt sich die Fortpflanzungszeit dagegen auf den Zeitraum September bis Januar. Das Nest ist für eine Taubenart verhältnismäßig stabil gebaut. Es wird meist im dichten Unterholz oder in Schlingpflanzen gebaut. Das Gelege besteht aus zwei weißen Eiern. Die Brutzeit währt 11 bis 13 Tage. Die Jungvögel verlassen das Nest nach zehn bis 14 Tagen. Die Elternvögel schreiten gelegentlich bereits zwei Tage später zu einer erneuten Brut.

## Unterarten
Es sind folgende Unterarten bekannt:
- Columbina talpacoti eluta (Bangs, 1901)[6] kommt im westlichen Mexiko vor.
- Columbina talpacoti rufipennis (Bonaparte, 1855)[7] ist vom südöstlichen Mexiko bis ins nördliche Kolumbien, dem nördlchen Venezuela und Trinidad und Tobago verbreitet.
- Columbina talpacoti caucae (Chapman, 1915)[8] kommt im westlichen Kolumbien vor.
- Columbina talpacoti talpacoti (Temminck, 1810)[9] ist im östlichen Ecuador und Peru über die Guyanas, Brasilien und das zentrale Argentinien verbreitet.

## Etymologie und Forschungsgeschichte
Die Erstbeschreibung des Rosttäubchens erfolgte 1810 durch Coenraad Jacob Temminck unter dem wissenschaftlichen Namen Columba Talpacoti. Als Verbreitungsgebiet nannte er pauschal Südamerika. Das Typusexemplar befand sich im Muséum national d’histoire naturelle 1825 führte Johann Baptist von Spix die für die Wissenschaft neue Gattung Columbina ein. Dieser Begriff leitet sich von lateinisch columbina, columba ‚Täubchen, Taube‘ Der Artname talpacoti bezeichnete in Nahuatl eine Art von roter Taube. Eluta hat seinen Ursprung in lateinisch elutus, eluere ‚ausgewaschen, auswaschen‘. Caucae bezieht sich auf das Departamento del Cauca. Schließlich ist rufipennis ein Wortgebilde aus lateinisch rufus ‚rot, rötlich‘ und lateinisch -pennis, penna ‚-flügelig, Flügel‘. Alfred Laubmann stellte fest, dass das Rosttäubchen in Paragay zumindest in Nueva Germania brütet. Zur Analyse lag ihm ein Balg aus der Sammlung von Georg Wieninger (1859–1925) vor. Die Art betrachtete er als relativ häufig im Land.

## Haltung in menschlicher Obhut
Rosttäubchen sind in der europäischen Wildtaubenhaltung verhältnismäßig selten, da sie nur gelegentlich importiert werden. Die ersten Rosttäubchen wurden allerdings schon 1868 im Zoo von London gezeigt und noch im selben Jahr nachgezüchtet. Für ihre Haltung ist eine Freivoliere mit einem beheizbaren Schutzraum notwendig. Sie neigen bei nicht ausreichender Sonnenbestrahlung zu Melanismus. Zur Vergesellschaftung mit anderen Kleintauben eignen sie sich nicht, da sie sich ihnen gegenüber aggressiv verhalten.

## Belege